# Satelita nawigacyjny

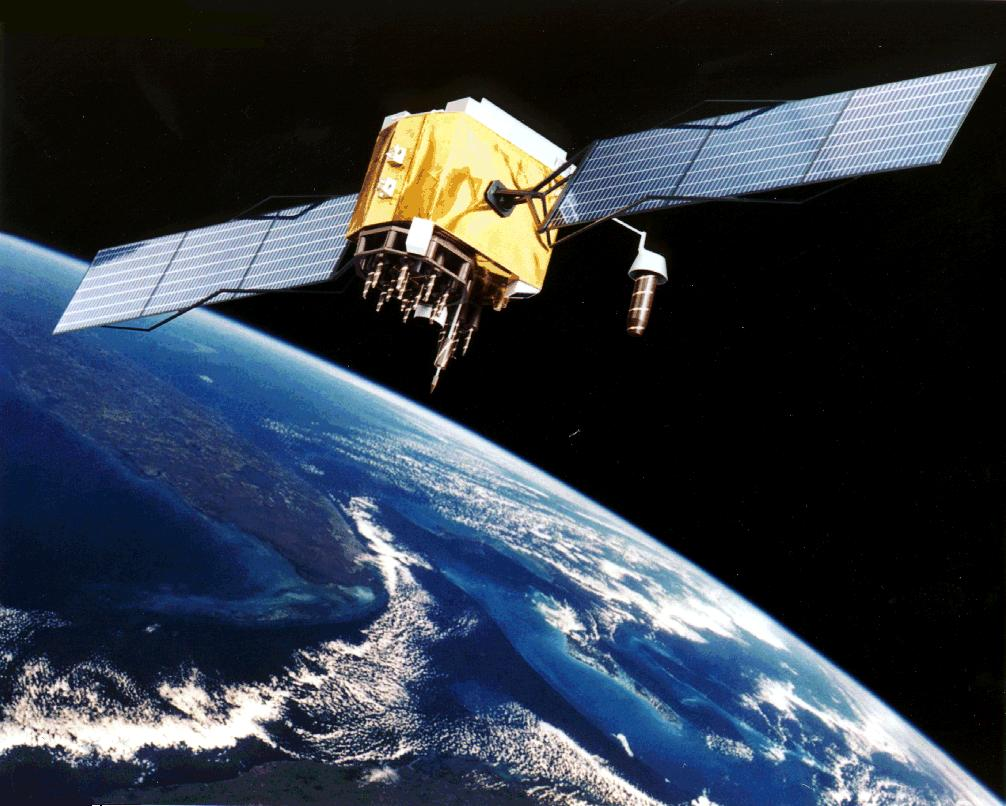
Satelita nawigacyjny GPS (wizja artysty)

Satelita nawigacyjny – sztuczny satelita wykorzystywany do nawigacji satelitarnej. Satelita nawigacyjny emituje sygnały radiowe, których odbiór oraz przetwarzanie pozwalają na pomiar długości i szerokości geograficznej, wysokości nad poziomem morza, kursu, prędkości ruchu odbiornika, czasu oraz określanie innych danych nawigacyjnych.
Pierwszego satelitę nawigacyjnego Transit 1A wystrzelili Amerykanie w roku 1959. System nawigacji NAVSAT zbudowany w oparciu o 5 takich satelitów pozwalał na ustalenie pozycji odbiornika z dokładnością 200 metrów. Po roku 1996 podstawą nawigacji stały się satelity systemu GPS pozwalającego na określenie pozycji z dokładnością do 5 m.
Współczesne satelity nawigacyjne wyposażone są w precyzyjne zegary atomowe, pozwalające im na niezwykle dokładne generowanie impulsów radiowych odbieranych przez użytkowników systemu nawigacyjnego, co pozwala na osiągnięcie większej precyzji pomiarów nawigacyjnych.